# Jamie Lee Curtis
Jamie Lee Curtis, Lady Haden-Guest (n. 22 noiembrie 1958, Santa Monica, California, SUA) este o actriță americană și autor. Este binecunoscută pentru rolurile sale în filme horror, de altfel, critica de specialitate a denumit-o chiar "regina fricii", pentru rolurile în filmele Halloween, The Fog, Prom Night sau Terror Train. Romanele sale Today I Feel Silly și Other Moods That Make My Day au fost best sellere potrivit The New York Times. Din anul 2007 a apărut în mai multe reclame, iar tot din același an are un blog pe site-ul ziarului local The Huffington Post. Este căsătorită cu actorul, scenaristul și regizorul Christopher Guest.

## Filmografie
- Un peștișor pe nume Wanda (1988)
- Primul sărut (1991)
- Pururea tânăr (1992)
- Prima iubire (1994)
- Minciuni adevărate (1994)
- Jurnalul unei vieți (1995)
- Arest la domiciliu (1996)
- Creaturi fioroase (1997)
- O viață în dar (1998)
- Halloween H20: După 20 de ani (1998)
- Droguri de casă (1998)
- Virus (1999)
- Cum de s-a înecat Mona? (2000)
- Omul nostru din Panama (2001)
- Halloween, răul nu moare (2002)
- Vinerea trăsnită (2003)
- Crăciunul cu familia Krank (2004)
- Chihuahua de Beverly Hills (2008)
- Tu, din nou! (2010)
- Orice, oriunde, oricând (2022) - inspectoare IRS Deirdre Beaubeirdre